# Campos Elyseos

Campos Elyseos är belägen i kommunen Duque de Caxias, vars läge i delstaten Rio de Janeiro är här markerat.

Campos Elyseos är en ort och distrikt i Brasilien och ligger i delstaten Rio de Janeiro. Den är belägen vid Guanabarabukten i kommunen Duque de Caxias och ligger strax nordost om kommunens centralort. Campos Elyseos ingår i Rio de Janeiros storstadsområde och har nästan 300 000 invånare.

## Demografi
| Område                   | Areal (km²)   | Invånarantal 1 augusti 2000 | Invånarantal 1 augusti 2010 |
| ------------------------ | ------------- | --------------------------- | --------------------------- |
| Kommunen Duque de Caxias | 467,62        | 775 456                     | 855 048                     |
| Urban befolkning         | Ingen uppgift | 772 327                     | 852 138                     |
| ...varav Campos Elyseos  | Ingen uppgift | 243 767                     | 290 762                     |